# Rational Synergy
Rational Synergy ist eine Software für Versionsverwaltung und Konfigurationsmanagement (englisch Configuration Management, CM) von Quelltext und anderen für die Softwareentwicklung benötigten Dateien. Es hieß ursprünglich Continuus/CM, bis 2000 das Unternehmen Continuus von Telelogic gekauft wurde. Telelogic entwickelt und vertreibt das Produkt seitdem unter der Bezeichnung Synergy. Im April 2008 übernahm IBM Telelogic. Alle Software-Produkte wurden Teil des IBM-Rational-Software-Portfolios.

## Task-basierte Konfigurationsverwaltung
Der Task-basierte Ansatz (englisch task, „Aufgabe, Auftrag“) ermöglicht es Teams, Arbeitsaufträge (work tasks) zu erzeugen, die mit Fehlern oder Änderungsanforderungen (change requests) verknüpft sind. Wenn Entwickler bestimmte Aufgaben bearbeiten, werden die betroffenen Objekte (Dateiversionen) automatisch dem Task zugeordnet und mit ihm zusammen in den Entwicklungsprozess übergeben. Weil Konfigurationen und Veröffentlichungen (releases) durch die Kombination einer Anzahl von Tasks erzeugt werden können, ermöglicht Synergy eine vollständige Rückverfolgbarkeit (traceability) der Implementierung von Änderungsanforderungen und Fehlerkorrekturen in einem bestimmten Build. 

## MultiSite
Eine weitere Erweiterung von Synergy ist MultiSite, DCM (distributed configuration management, verteilte Konfigurationsverwaltung). Damit können unterschiedliche Standorte Quelltext, Tasks, Änderungsanforderungen und Prozessdefinitionen austauschen. Die ausgetauschten Elemente können über die grafische Benutzungsoberfläche definiert werden. Filter gewährleisten, dass nur bestimmte Informationen mit anderen Standorten ausgetauscht werden, was sowohl aus Gründen der Sicherheit als auch zum sparsamen Umgang mit der zur Verfügung stehenden Netz-Bandbreite wichtig ist.

## Unterstützung von Entwicklungsprozessen
Synergy definiert vorgefertigte Entwicklungsprozesse und unterschiedliche Rollen (z. B. developer oder build manager), die sich jedoch an Bedürfnisse konkreter Projekte anpassen lassen.

## Community in Deutschland
Seit 1999 treffen sich deutschsprachige Synergy-Anwender (Produktname zum Gründungszeitpunkt Continuus vom gleichnamigen Hersteller) regelmäßig, um sich auszutauschen und Anforderungen an das Werkzeug zu formulieren. Die von der Materna GmbH ins Leben gerufene Anwendergemeinschaft ist vom Hersteller unabhängig und formlos organisiert. Die Teilnahme an den Anwendertreffen steht jedem offen und ist frei von Verpflichtungen. Die Orte für die Anwendertreffen wechseln, fanden in der Vergangenheit jedoch meist in den Großräumen Dortmund und München statt.